# Hagieni
Hagieni falu Constanța megyében, Dobrudzsában, Romániában. Közigazgatásilag Limanu községhez tartozik.

## Fekvése
A település az ország délkeleti részén helyezkedik el, a Vama Veche-fennsíkon.

## Története
A falut tatár telepesek alapították 1824-ben, Hacilar néven. Jelenlegi elnevezését 1938-ban kapta. Az 1989-es romániai forradalomig szinte kizárólag tatárok lakta településről az elmúlt évtizedekben a helyi lakosság fokozatosan elvándorolt, 2007-ben már csupán negyven tatár család élte itt mindennapjait. A település arculata mindeközben jelentősen megváltozott, köszönhetően a számos, új építésű nyaralónak, melyek tulajdonosai főleg a városi románság köréből kerültek ki.

## Turizmus
A falutól északra és nyugatra található a Hagieni-i természetvédelmi rezervátum, mely 430 hektáron terül el. 1962-óta védelem alatt álló terület faunájának legjellegzetesebb képviselői a mór teknős, a vipera és a különböző pókfajták.  

## Külső hivatkozások
- A tatár lakosság elvándorlása[halott link]
- Hagieni-i természetvédelmi rezervátum